# Liste der Tätorter in Gotlands län
Die Liste der Tätorter in Gotlands län umfasst alle Ortschaften in der südschwedischen Provinz Gotlands län, die nach Definition des Statistiska centralbyrån aktuell als Tätort geführt werden. Zusätzlich sind die ehemaligen Tätorter aufgeführt.

## Aktuelle Tätorter
In der Tabelle sind die Einwohnerzahlen der Orte aufgeführt, die vom Statistiska centralbyrån für Tätorter in der heutigen Form seit 1960 veröffentlicht werden, jeweils für den 31. Dezember jedes fünften Jahres (außer 1985), zuletzt für 2015, als es in Gotlands län 18 Tätorter mit 229 bis 23.402 Einwohnern gab.
Alle Orte gehören heute zur einzigen Gemeinde (kommun) der Provinz, die ebenfalls den Namen Gotland trägt, mit Zentralort Visby (in der Tabelle fett unterlegt).
| Rang (2015) | Name        | 1960   | 1965   | 1970   | 1975   | 1980   | 1990   | 1995   | 2000   | 2005   | 2010   | 2015   | Bemerkung |
| ----------- | ----------- | ------ | ------ | ------ | ------ | ------ | ------ | ------ | ------ | ------ | ------ | ------ | --- |
| 1           | Visby       | 15.014 | 16.973 | 19.245 | 19.886 | 19.835 | 20.986 | 21.740 | 22.017 | 22.236 | 22.593 | 23.402 | |
| 2           | Vibble      | 369    | 476    | 529    | 924    | 982    | 1.133  | 1.086  | 1.057  | 1.135  | 1.286  | 1.709  | |
| 3           | Hemse       | 887    | 953    | 1.169  | 1.298  | 1.482  | 1.950  | 1.841  | 1.766  | 1.836  | 1.715  | 1.668  | |
| 4           | Klintehamn  | 859    | 1.059  | 1.234  | 1.343  | 1.466  | 1.533  | 1.487  | 1.431  | 1.407  | 1.363  | 1.490  | |
| 5           | Romakloster | 579    | 657    | 750    | 1.129  | 1.153  | 1.100  | 902    | 877    | 905    | 913    | 1.198  | seit 2015 (sowie zuvor bereits 1975 bis 1990 als Roma) gemeinsamer Tätort mit dem früheren Roma Kyrkby; im lokalen Sprachgebrauch weiter auch Roma genannt |
| 6           | Slite       | 1.751  | 1.802  | 1.753  | 1.723  | 1.722  | 1.677  | 1.669  | 1.617  | 1.598  | 1.483  | 946    | 2015 Österby als neuer Tätort ausgegliedert |
| 7           | Fårösund    | 1.210  | 1.188  | 1.058  | 1.063  | 1.007  | 925    | 881    | 816    | 862    | 816    | 829    | |
| 8           | Tofta       |        |        |        |        |        |        |        |        |        |        | 627    | |
| 9           | Norra Visby |        |        |        |        |        |        |        |        |        | 453    | 551    | |
| 10          | Österby     |        |        |        |        |        |        |        |        |        |        | 527    | 2015 ausgegliedert aus Slite |
| 11          | Lärbro      | 317    | 428    | 530    | 576    | 554    | 522    | 509    | 512    | 521    | 484    | 423    | |
| 12          | Själsö      |        |        |        |        |        |        |        |        |        |        | 397    | |
| 13          | Västerhejde |        |        |        |        |        |        | 322    | 296    | 302    | 313    | 372    | |
| 14          | Väskinde    |        |        |        |        |        |        | 422    | 280    | 275    | 337    | 337    | |
| 15          | Stånga      | 229    | 218    | 247    | 255    | 360    | 348    | 347    | 334    | 342    | 317    | 335    | |
| 15          | Burgsvik    | 379    | 336    | 325    | 347    | 362    | 399    | 362    | 335    | 347    | 338    | 335    | |
| 17          | Havdhem     | 347    | 408    | 425    | 413    | 409    | 426    | 391    | 343    | 318    | 298    | 270    | |
| 18          | Tingstäde   |        |        |        |        | 249    | 285    | 283    | 277    | 278    | 265    | 229    | |

Anmerkung: fehlende Angaben bedeuten, dass der Ort im betreffenden Jahr weniger als 200 Einwohner hatte, also nicht den Status eines Tätort besaß, sofern in den Bemerkungen nicht anders angegeben

## Ehemalige Tätorter
Im Folgenden sind die Ortschaften aufgeführt, die im Zeitraum ab 1960 ehemals den Status eines Tätort besaßen, aktuell jedoch nicht mehr, unterteilt nach:
- weiter eigenständig existierenden Orten; bei diesen ist die höchste Einwohnerzahl im behandelte Zeitraum (mit Jahr) sowie die heutige Einwohnerzahl angegeben
- in anderen Orten aufgegangenen Orten; bei diesen ist die Einwohnerzahl für das Jahr angegeben, in dem sie zuletzt als eigenständiger Tätort geführt wurden

Für alle ist das Jahr angegeben, in dem der Ort zuletzt als Tätort geführt wurde.
| Name           | Tätort bis | Höchste Einwohnerzahl | Jahr | Einwohner 2015 |
| -------------- | ---------- | --------------------- | ---- | -------------- |
| Kappelshamn    | 1960       | 201                   | 1960 | 135            |
| Katthammarsvik | 1995       | 220                   | 1995 | 167            |
| Ljugarn        | 2010       | 329                   | 1960 | 198            |
| När            | 2005       | 228                   | 1995 | 138            |

| Name | Letzte Einwohnerzahl | Jahr | Bemerkung |
| ---- | -------------------- | ---- | --- |
| Roma | 261                  | 2010 | bis 1970 Roma Kyrkby, ab 1975 gemeinsamer Tätort mit Romakloster als Roma, 1995 bis 2010 erneut separater Tätort als Roma, 2015 wieder in Romakloster aufgegangen; im lokalen Sprachgebrauch nach dem größten Ortsteil Lövsta oder weiterhin Roma Kyrkby |